# Jeremiah Burroughs
Jeremiah Burroughs (parfois Burroughes ; 1599 - Londres, 13 novembre 1646) est un congrégationaliste anglais et un prédicateur puritain.

## Biographie
Burroughs étudie à l'Emmanuel College de Cambridge et obtient son diplôme de maîtrise en 1624  mais quitte l'université à cause de la non-conformité. Il est assistant d'Edmund Calamy à Bury St Edmunds et, en 1631, devient recteur de Tivetshall, Norfolk. Il est suspendu pour non-conformité en 1636 et peu après renvoyé. Il se rend à Rotterdam (1637) et y devient "enseignant" de l'église anglaise. Il retourne en Angleterre en 1641 et sert comme prédicateur à Stepney et Cripplegate, Londres. Il est membre de l'Assemblée de Westminster et l'un des rares à s'opposer à la majorité presbytérienne. Il est l'un des cinq frères dissidents qui mettent leurs noms sur le manifeste indépendant, An Apologeticall Narration au début de 1644. Alors qu'il est l'un des plus distingués des Indépendants anglais, il est l'un des plus modérés, agissant systématiquement conformément à la devise sur sa porte d'étude (en latin et en grec) : "Opinionum varietas et opinantium unitas non sunt ασυστατα" ("La différence de croyance et l'unité des croyants ne sont pas incompatibles"). En 1646, Burroughs meurt des suites d'une chute de cheval sur le chemin du retour de l'Assemblée de Westminster.

## Ouvrages
Les publications de Burroughs sont nombreuses, l'une des plus importantes étant Une exposition avec des observations pratiques sur la prophétie d'Osée (4 vol., Londres, 1643-1657), qui, avec un certain nombre de ses autres œuvres, a été récemment réimprimée :
- Commentaire sur la prophétie d'Osée  (ISBN 1-877611-03-4)
- Le joyau rare du contentement chrétien  (ISBN 1-878442-28-7 et 0-85151-091-4)
- Apprendre à être heureux  (ISBN 0-946462-16-X)
- Le mal des maux : l'excès de péché du péché  (ISBN 1-877611-48-4)
- Espoir  (ISBN 1-57358-171-2)
- Un traité sur l'esprit terrestre  (ISBN 1-877611-38-7)
- L'Excellence d'un Esprit Gracieux: Livré dans un Traité sur les Nombres 14:24  (ISBN 1-57358-024-4)
- Irenicum : Guérir les divisions parmi le peuple de Dieu  (ISBN 1-57358-058-9)
- Le Bonheur du Saint : Sermons sur les Béatitudes  (ISBN 99906-44-66-7 et 1-877611-00-X)
- Le Trésor du Saint : étant divers sermons prêchés à Londres  (ISBN 1-877611-30-1)
- Le culte de l'Evangile, ou la bonne manière de sanctifier le nom de Dieu  (ISBN 1-877611-12-3)
- La peur de l'évangile  (ISBN 1-877611-31-X)
- Conversation évangélique  (ISBN 1-877611-91-3)
- Révélation de l'évangile  (ISBN 1-56769-069-6)
- Rémission évangélique  (ISBN 1-57358-014-7)
- Réconciliation évangélique, ou trompette de paix du Christ au monde  (ISBN 1-57358-042-2)
- Le bonheur des saints (1660)
  - https://archive.org/details/saintshappiness00greegoog OL 6327413M